# 38e division (armée impériale japonaise)
Pour les articles homonymes, voir 38e division.
La 38e division (第38師団, Dai-sanjū-hachi shidan) est une unité d'infanterie de l'armée impériale japonaise. Son nom de code est Division Marécage (沼兵団, Numa-heidan).
Les soldats de cette division furent accusés d'avoir commis de nombreux crimes de guerre durant leurs opérations dans le Pacifique.
Après-guerre, un de leurs généraux, Takeo Itō fut poursuivi par les Autorités australiennes et condamné à mort, récupéré ensuite par les Britanniques pour un autre procès à HongKong, il ne fut condamné qu'à douze ans de prison. 